# Tunuyán megye
Tunuyán egy megye Argentína nyugati részén, Mendoza tartományban. Székhelye Tunuyán.

## Népesség
A megye népessége a közelmúltban a következőképpen változott:
| Év   | Lakosság |
| ---- | -------- |
| 2001 | 41 819   |
| 2010 | 49 458   |